# Radizel
Radizel – wieś w Słowenii, w gminie Hoče-Slivnica. W 2018 roku liczyła 1807 mieszkańców.